# Vauclaix
Vauclaix és un municipi francès, situat al departament del Nièvre i a la regió de Borgonya - Franc Comtat. L'any 2017 tenia 134 habitants.

## Demografia
El 2007 la població era de 117 persones. Hi havia 56 famílies, 134 habitatges.

## Economia
El 2007 la població en edat de treballar era de 55 persones. Dels cinc establiments, hi havia tres empreses d'hostatgeria i restauració i una entitat de l'administració pública. L'únic servei als particulars que hi havia el 2009 era un restaurant. L'any 2000 a Vauclaix hi havia vuit explotacions agrícoles.